# Zohlen-Perscheln
Zohlen-Perscheln war von 1928 bis 1945 eine Landgemeinde im ostpreußischen Kreis Preußisch Eylau im Deutschen Reich. Sie setzte sich aus den beiden vorher selbständigen Gutsbezirken Zohlen (heute polnisch Solno) und Perscheln (Piersele) zusammen.

## Geographische Lage
Geographische Lage von Zohlen-Perscheln
Die Gemeinde Zohlen-Perscheln lag im mittleren Ostpreußen unmittelbar an der heutigen polnischen Staatsgrenze zur russischen Oblast Kaliningrad (Gebiet Königsberg (Preußen)). Die Kreisstadt Preußisch Eylau (heute russisch Bagrationowsk) war fünf  Kilometer in nordwestlicher Richtung entfernt.

## Geschichte
Die Landgemeinde Zohlen-Perscheln wurde am 30. September 1928 gegründet. Damals schlossen sich die beiden Gutsbezirke Zohlen und Perscheln im ostpreußischen Kreis Preußisch Eylau zusammen. Bei Orte gehörten dabei zu unterschiedlichen Amtsbezirken: Zohlen gehörte zum Amtsbezirk Beisleiden (polnisch Bezledy) und Perscheln war selber Amtsdorf und damit namensgebend für den Amtsbezirk Perscheln (polnisch Piersele). Bemerkenswert war, dass beide Orte auch als jeweiliger Ortsteil ihre unterschiedliche Amtsbezirkszugehörigkeit beibehielten.
Die Zahl der Einwohner der Landgemeinde Zohlen-Perscheln belief sich 1933 auf 223 und 1939 auf 194.
Als 1945 in Kriegsfolge Ostpreußen abgetreten werden musste, kam der südliche Teil mit der Landgemeinde Zohlen-Perscheln zu Polen. Bei Orte wurden nun wieder eigenständig und gehören heute als Solno (Zohlen) und Piersele (Perscheln) jeweils zur Gmina Bartoszyce im Powiat Bartoszycki (Kreis Bartenstein (Ostpr.)) in der Woiwodschaft Ermland-Masuren.

## Kirche
Kirchlich blieben beide Orte bis 1945 getrennt und gehörten sowohl evangelischer- als auch römisch-katholischerseits zu der jeweiligen Pfarrkirche in Preußisch Eylau.

## Verkehr
Die Landgemeinde Zohlen-Perscheln war von der deutschen Reichsstraße 128 (heute polnische Landesstraße 51) aus von Mollwitten (heute polnisch Molwity) und von Beisleiden (Bezledy) aus zu erreichen.
Bis 1945 war die Stadt Preußisch Eylau die nächstgelegene Bahnstation an der damals noch nicht durch die Grenze getrennte Bahnstrecke Königsberg (Preußen)–Preußisch Eylau zur Weiterfahrt auf der Bahnlinie Preußisch Eylau–Bartenstein–Lyck–Prostken, die teilweise bis nach Brest befahren wurde.